# Sąd ostateczny

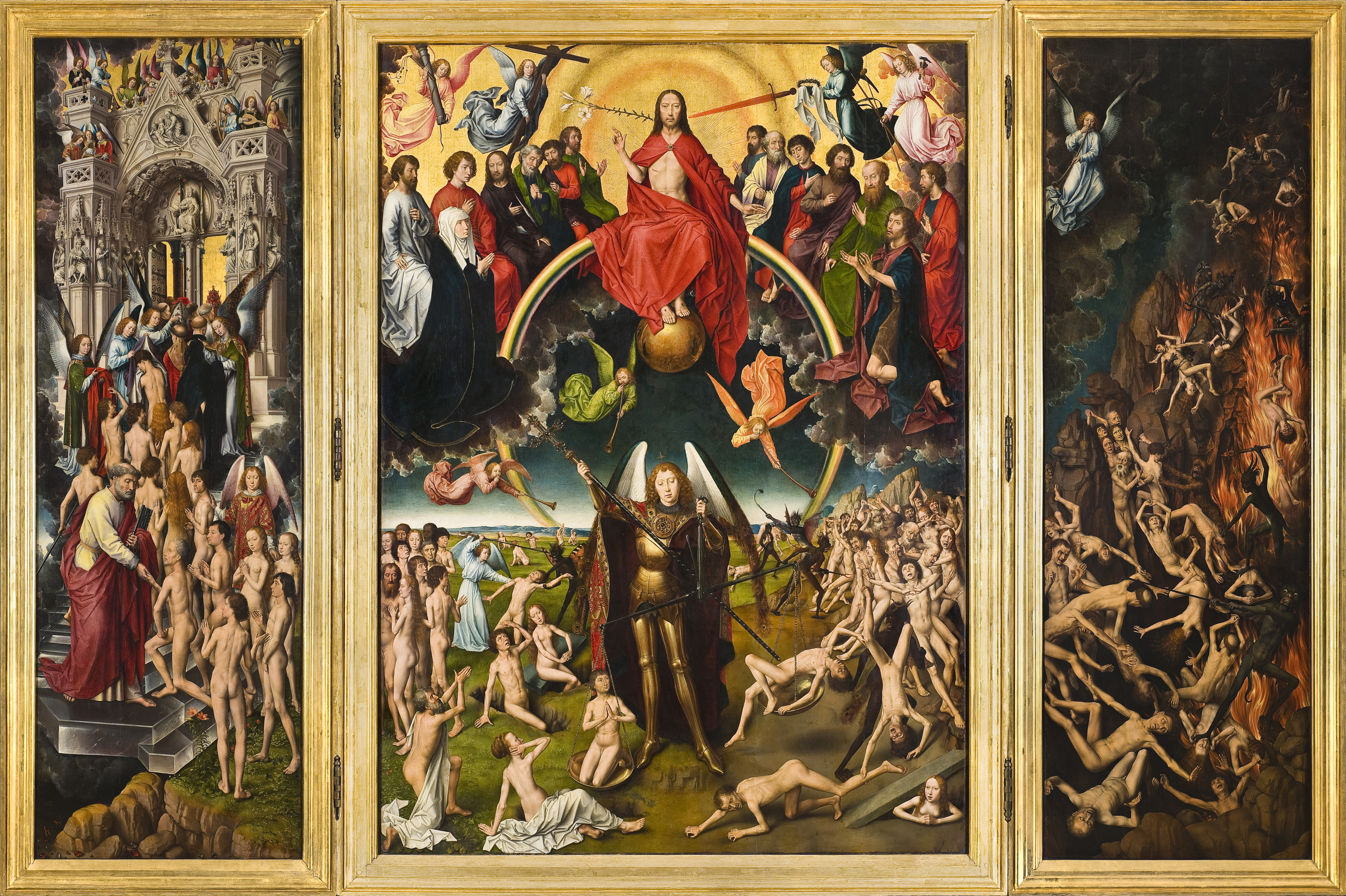
Hans Memling, Sąd ostateczny, ok. 1470

Sąd ostateczny (łac. ultimum iudicium) – wydarzenie eschatologiczne o skali światowej, stanowiące przedmiot wiary przede wszystkim w kręgu religii judeo-chrześcijańskiej. Pojęcie sądu nad umarłymi znały też religie starożytnych Greków i Egipcjan. Idea sądu po śmierci pojawiła się w kulcie Ozyrysa (zob. sąd Ozyrysa). Jednak specyficzna idea sądu ostatecznego, jako wydarzenia typowo eschatologicznego, mającego charakter powszechnego sądu nad wszystkimi narodami w „Dniu Jahwe” ma swoją genezę w wierze wczesnego Izraela. Szczególnie w nauczaniu proroków większych i mniejszych przed Wygnaniem babilońskim oraz – w bardziej apokaliptycznej szacie – po nim. W Nowym Testamencie ów sąd Boży przyjął formę sądu, który ma przeprowadzić Jezus Chrystus w dniu ostatecznym. Pewna forma sądu ostatecznego znajduje się także w zaratusztrianizmie oraz w Islamie. W czasie tego sądu ma się dokonać ujawnienie historycznych owoców ludzkiego postępowania na rzecz dobra lub zła.

## Sąd ostateczny w judaizmie
W wierze Izraela idea mającego nadejść wydarzenia sądu nie tylko nad Izraelem, ale także nad wszystkimi narodami konkretyzowała się stopniowo.

### Bóg jako sędzia
U podstaw doświadczenia religijnego Izraela stało przekonanie, że Bóg jest gwarantem sprawiedliwości na ziemi. W Psalmach można znaleźć wersy zawierające wołanie ludzi sprawiedliwych, cierpiących prześladowanie, proszących Boga o pomoc (Ps 9, 20; 26, 1; 35, 1. 24; 43, 1, itd.), o działanie, o położenie kresu niesprawiedliwości ludzkich sędziów (Ps 82). Wyrażają także hołd wobec Boga, ponieważ sądzi całą ziemię (1 Sm 2, 10; Ps 67, 5).
O sądzie Bożym w najdawniejszych czasach mówią dwa opowiadania z Księgi Rodzaju: o potopie i arce ratującej Noego (Rdz 6, 13n) oraz o zburzeniu Sodomy (Rdz 18, 20; 19, 13). Także za czasów Mojżesza historia Izraela opisuje Boga jako sędziego. Podczas Wyjścia z Egiptu Bóg dokonał sądu nad tym krajem, karając gnębicieli Izraela i wyprowadzając  Izraelitów na wolność (Rdz 15, 14; Mdr 11, 10). Kary zsyłane na Izraelitów podczas ich pobytu na pustyni są znakami widzialnymi sądu Bożego, są wyrokami wydawanymi na niewierny naród, np. kara węży (Lb 21,8nn, Fpor. J 3,14nn) czy kara na Koraha i jego stronników (por. Lb 16,16-35; Lb 26,9-11). Podobnie zagłada mieszkańców Kanaan, gdy Izrael zdobywał ich kraj z Jozuem  była wynikiem sądu Bożego nad ich nieprawością (por. Kpł 18,24-30). Biblia ukazuje równocześnie surowość i umiar Bożych wyroków (Mdr 12, 10-22).

### Sąd eschatologiczny
W nauczaniu proroków mowa jest o sądzie nad Izraelem, ale także nad wszystkimi narodami. Zarówno prorocy więksi jak i mniejsi, w okresie przed Wygnaniem babilońskim oraz – w bardziej apokaliptycznej szacie – po nim, mówili o sądzie w kategoriach procesowania się Boga ze swym ludem, stawiania narodu wybranego przed trybunałem. Izajasz nauczając o sądzie Bożym (Iz 3, 13 nn) zapowiadał kary mające spaść na Izraela (por. Iz 1, 24 n; 5, 5 n). Od czasu Amosa zapowiedzi  dnia Jahwe, dnia jego sądu są coraz bardziej przerażające (Am 5, 18 nn). Ezechiel zapowiadał, że wspólnota Izraela, jako oblubienica niewierna, będzie sądzona według prawa, które się stosuje do przypadków wiarołomstwa małżeńskiego (Ez 16, 38; 23, 24); synowie Izraela zaś będą sądzeni według ich postępowania i  uczynków (Ez 36, 19). Jedynie Reszta sprawiedliwych uniknie sądu. To, że wyroki Boże będą się odnosiły nie tylko do Izraela, ale także ogarną wszystkie narody ogłaszał Amos, posługując się językiem czysto prawnym (Am 1, 3 — 2, 3), oraz Ezechiel (Ez 25, 1-17). Również Jeremiasz ukazał obraz ogólny sądu nad narodami (Jer 25, 30-38).
Wizja sądu ostatecznego, obejmującego grzeszników całego świata staje się widoczna szczególnie u proroków z okresu po niewoli babilońskiej. Jego opisy nabrały charakteru apokaliptycznego. Narzędziem sądu, według zapowiedzi Izajasza, miał być ogień (Iz 66, 16). Bóg zgromadzi wszystkie narody w Dolinie Jozafata (hebr. „Bóg-Sędzia"). Dokonają się tam żniwa i winobranie eschatologiczne (Jl 4, 12 nn). Również Księga Daniela przedstawiała sąd, mający być zamknięciem czasów obecnych i równocześnie zapoczątkowaniem wiecznego Królestwa Syna Człowieczego (Dn 7, 9-12. 26). Idea sądu nabrała odtąd charakteru ściśle eschatologicznego, wyszła poza ziemię i poza historię. Również Księga Mądrości mówiła o sprawiedliwych i bezbożnych razem zgromadzonych przed trybunałem po to, by odpowiadać za własne czyny (Mdr 4, 20 — 5, 23). Sąd ma być doświadczeniem trudnym jedynie dla grzeszników, sprawiedliwi bowiem doznają opieki Boga (Mdr 4, 15 n; por. 3, 1-9). Święci Boga Najwyższego będą mieli cząstkę w Królestwie Syna Człowieczego (Dn 7, 27). W ten sposób od doświadczenia wyroków i kar Bożej sprawiedliwości dosięgającej jednostek i narodów na przestrzeni ich dziejów, Izrael doszedł do idei ostatecznego sądu, kiedy już nadejdzie dzień Jahwe i zostaną osądzone wszystkie narody.

## Sąd ostateczny w chrześcijaństwie

### Nowy Testament
Oczekiwanie na sąd Boży w znaczeniu eschatologicznym w judaizmie czasów Jezusa miało różne postacie, ale było czymś powszechnym. Jan Chrzciciel, jako poprzednik Jezusa-Mesjasza, nawiązywał do tego oczekiwania sądu Bożego, gdy wzywał do nawrócenia wobec mającego nadejść gniewu Boga i pieczętował nawrócenie przez obrzęd chrztu w Jordanie (Mt 3, 7-12 i teksty paralelne). W nauczaniu Jezusa, a potem jego uczniów, pojawia się nowe przesłanie: nadejście epoki mesjańskiej już się dokonało i sąd eschatologiczny już się urzeczywistnia, choć znajdzie swe wypełnienie w czasie chwalebnego powrotu Chrystusa.

#### Ewangelie synoptyczne
W przekazie synoptyków Jezus bardzo często mówił na temat sądu, który się dokona w dniu ostatnim, i w którym wszyscy ludzie zdadzą rachunek ze swego życia (por. Mt 25, 14-30). Nauczał o sądzie ostatecznym posługując się obrazem uroczystej rozprawy sądowej. Funkcję sędziego będzie sprawował sam Jezus Chrystus jako zapowiadany przez proroka Daniela Syn Człowieczy (Mt 25, 31-46; por. Dn 7,9-14.26). W czasie swego wędrownego nauczania Jezus szczególnie mocno ostrzegał przed surowym wyrokiem potępienia czekającym: obłudnych nauczycieli Pisma (Mk 12, 40 i paral.); miasta położone nad morzem galilejskim, niesłuchające nauki Jezusa (Mt 11, 20-24); pokolenie niewierne, niezdolne do nawrócenia pod wpływem głosu Jezusa (Mt 12, 39-42); miasta, które nie chciały przyjąć apostołów Jezusa (Mt 10, 14 n). Czeka ich sąd skazujący na Gehennę. W porównaniu z nim to, co stało się z Sodomą i Gomorą było czymś małym (Mt 23, 33). Ewangelia ukazuje, że tym co jest najgorsze, co zasługuje na potępienie jest niewiara: odrzucenie Jezusa i jego misji.

#### Sąd nad Jezusem i sąd Jezusa
Niewiara w jego posłannictwo mesjańskie osiągnęła apogeum w trakcie opisanego w Nowym Testamencie sądu nad Jezusem w Jerozolimie, który zorganizowali najwyżsi przywódcy religijni Izraela. Legalny sąd, przed którym stanął Jezus, swego rodzaju proces i wyrok śmierci – wszystko to było parodią (Mk 14, 63 paral.; por. Łk 24, 20; Dz 13, 28). Św. Piotr w swym Pierwszym liście napisał, że podczas tego sądu Jezus doznawszy niesprawiedliwości ludzkiej powierzał się sprawiedliwości Boga: „gdy Mu złorzeczono, nie złorzeczył, gdy cierpiał, nie groził, ale oddawał się Temu, który sądzi sprawiedliwie (1 P 2,23 BT)”. Apostoł następnie przypomniał, że „w swoim ciele poniósł nasze grzechy na drzewo, abyśmy przestali być uczestnikami grzechów, a żyli dla sprawiedliwości” (1 P 2,24 BT)”. W Jezusie wypełniło się proroctwo Izajasza o Słudze Pańskim (Iz 53,12). Ewangelia rozumie sąd nad Jezusem i wykonanie wyroku śmierci przez ukrzyżowanie jako spełnienie sądu Bożego nad ludzkością. W miejsce grzesznej ludzkości, osądzony został Jezus, choć „grzechu nie popełnił, a w Jego ustach nie było podstępu” (1 P 2,22; por. Iz 53,9). Mateusz Ewangelista opisuje śmierć Jezusa na krzyżu, posługując się starotestamentowymi obrazami sądu eschatologicznego. Chciał najwyraźniej ukazać, że na Golgocie ów sąd się dokonał (Mt 27, 45. 51 nn). W śmierci Jezusa został osądzony cały świat. Poprzez jego zmartwychwstanie sprawiedliwość Boża zatriumfowała w pełni nad grzechem.
Sąd nad Jezusem, który dokonał się w Jerozolimie wyjaśnia znaczenie sądu eschatologicznego, ostatecznego, związanego z powtórnym przyjściem Chrystusa. Zacznie się on od tych, „którzy są w Judei”, od Narodu wybranego (Mt 24,15nn paral.). Będzie to jednak jedynie zapowiedź ostatecznego przyjścia Syna Człowieczego jako sędziego w dniu Boga:

Zaraz też po ucisku owych dni słońce się zaćmi i księżyc nie da swego blasku; gwiazdy zaczną spadać z nieba i moce niebios zostaną wstrząśnięte. Wówczas ukaże się na niebie znak Syna Człowieczego, i wtedy będą narzekać wszystkie narody ziemi; i ujrzą Syna Człowieczego, przychodzącego na obłokach niebieskich z wielką mocą i chwałą. Pośle On swoich aniołów z trąbą o głosie potężnym, i zgromadzą Jego wybranych z czterech stron świata, od krańca do krańca nieba (Mt 24,29-31 BT).

Sąd ten według Ewangelii Jana zaczyna się już w doczesności, ale wypełni się w chwili powszechnego zmartwychwstania umarłych:  

Zaprawdę, zaprawdę, powiadam wam, że nadchodzi godzina, nawet już jest, kiedy to umarli usłyszą głos Syna Bożego, i ci, którzy usłyszą, żyć będą. Jak Ojciec ma życie w sobie samym, tak również dał to Synowi: mieć życie w sobie. Dał Mu władzę wykonywania sądu, ponieważ jest Synem Człowieczym. Nie dziwcie się temu! Nadchodzi bowiem godzina, kiedy wszyscy, co są w grobach, usłyszą głos Jego: i ci, którzy pełnili dobre czyny, pójdą na zmartwychwstanie do życia; ci, którzy pełnili złe czyny – na zmartwychwstanie do potępienia. Ja sam z siebie nic czynić nie mogę. Sądzę tak, jak słyszę, a sąd mój jest sprawiedliwy; szukam bowiem nie własnej woli, lecz woli Tego, który Mnie posłał (J 5,26-30)

Ewangelia Jana bardzo wyraźnie wysuwa na plan pierwszy typowo chrześcijańskie przesłanie o sądzie ostatecznym: Jezus nie został posłany na świat po to, aby świat sądzić, lecz przeciwnie, aby go zbawić (J 3, 17; por. J 8,15n). Sąd dokonuje się już teraz w spotkaniu z Chrystusem: kto wierzy, nie będzie sądzony, kto nie wierzy, już jest osądzony, bo odrzucił światłość (3,18nn). Jezus pośle również Ducha Świętego, Parakleta, który ukaże w pełni grzech niewiary (J 16,8-9) i to, że książę tego świata już został osądzony, to znaczy potępiony (J 16,11).

#### Nauczanie apostolskie
Druga część Nowego Testamentu, od Dziejów Apostolskich aż po Apokalipsę, w wielu miejscach ukazuje apostołów Jezusa głoszących nadchodzący sąd i wzywających do nawrócenia. Św. Paweł w Atenach głosił, że Bóg, „wyznaczył dzień, w którym sprawiedliwie będzie sądzić świat przez Człowieka, którego na to przeznaczył, po uwierzytelnieniu Go wobec wszystkich przez wskrzeszenie Go z martwych” (Dz 17,31; por. Dz 24,25; 1 P 4,5; Hbr 6,2). Piotr nauczał adresatów swego listu, że sąd rozpocznie się od domu Bożego, od tych którzy dali posłuch Ewangelii i uwierzyli: 

Czas bowiem, aby sąd się rozpoczął od domu Bożego. Jeżeli zaś najpierw od nas, to jaki będzie koniec tych, którzy nie są posłuszni Ewangelii Bożej? (1 P 4,17 BT).

Bóg będzie sądził według uczynków, nie kierując się jakimikolwiek względami (1 P 1,17; por. Rz 2,6). Szczególnie narażeni na sąd będą rozpustnicy i cudzołożnicy (Hbr 13,4). Ci, którzy nie chcieli wierzyć, lecz opowiedzieli się za złem (2 Tes 2,12). Będą nimi: grzesznicy, fałszywi nauczyciele, a nawet zbuntowani aniołowie (2 P 2,4-10), źli biskupi (1 Tm 3,6) oraz niewierne wdowy (1 Tm 5,12). Św. Paweł mówił w swych listach wiele o sądzie. W Liście do Rzymian mówił o dniu gniewu, którego nikt nie będzie w stanie uniknąć, i w którym objawi się sprawiedliwy sąd Boga (Rz 2,3-5). Osądzone zostaną nawet najskrytsze sprawy człowieka (2,16; 1 Kor 4,4). Funkcję sędziego żywych i umarłych będzie sprawował Chrystus (2 Tym 4,1; por. Rz 2,16; Ap 19,11). Wszyscy ludzie zostaną poddani działaniu ognia, który wypróbuje wartość ich uczynków (1 Kor 3, 13; por. 2 P 3,7).
W przepowiadaniu o sądzie Paweł zawsze głosił typowo chrześcijańskie przesłanie, że Jezus Chrystus i wiara  w niego uratuje grzeszników przed potępieniem. Nauczał rzymian, że wszyscy ludzie są winni wobec Boga (Rz 3, 10-20; por. Rz 1,18). Jest to konsekwencja grzechu Adama i Ewy (Rz 5,16.18). Lecz Bóg potępił grzech w ciele Jezusa, by uwolnić ludzi od potępienia, niewoli grzechu i sądu (Rz 8,1-3). Paweł przypominał, że sprawiedliwość Boża w Chrystusie nie karze, lecz usprawiedliwia i zbawia za darmo tych, którzy zasługiwali na Jego sąd – byleby tylko wierzyli w Chrystusa Jezusa (Rz 3,21-24).

Któż może wystąpić z oskarżeniem przeciw tym, których Bóg wybrał? Czyż Bóg, który usprawiedliwia? Któż może wydać wyrok potępienia? Czy Chrystus Jezus, który poniósł [za nas] śmierć, co więcej – zmartwychwstał, siedzi po prawicy Boga i przyczynia się za nami? (Rz 8,33-34 BT)

Przesłanie apostolskie polegało zatem na tym, że sąd ostateczny nadchodzi, aby potępić zły świat, ale Jezus przyszedł po to, żeby ludzi wybawić od tego sądu i potępienia.

#### Sąd i apokalipsa
Wydarzenia poprzedzające dzień sądu i sam sąd w sposób symboliczny opisuje Apokalipsa św. Jana. Sądowi ostatecznemu towarzyszyć będą znaki na niebie i ziemi, kataklizmy i ponowne przyjście na świat Jezusa Chrystusa (paruzja).
Sąd ostateczny poprzedzać mają prześladowania chrześcijan, powstanie fałszywego proroka, plagi zsyłane na ziemię. Po nich nastanie zwycięstwo słowa Bożego, zmartwychwstanie wszystkich umarłych, osądzenie ich działań na ziemi i powstanie nowej ziemi i nowego nieba.

### Sąd ostateczny a sąd szczegółowy
Według Kościoła katolickiego sąd ostateczny jest poprzedzony sądem szczegółowym następującym bezpośrednio po śmierci – będącej rozłączeniem duszy od ciała człowieka. Katechizm Kościoła Katolickiego w nr 1021 zwraca uwagę, że chociaż Nowy Testament mówi przede wszystkim o sądzie ostatecznym, jednak „także wielokrotnie potwierdza, że zaraz po śmierci każdego nastąpi zapłata stosownie do jego czynów i wiary”. Na potwierdzenie tego, Katechizm przywołuje przypowieść Jezusa o ubogim Łazarzu (por. Łk 16,22) i słowa Chrystusa wypowiedziane na krzyżu do dobrego łotra (por. Łk 23, 43.) oraz inne teksty Nowego Testamentu mówiące o ostatecznym przeznaczeniu duszy (2 Kor 5, 8; Flp 1, 23; Hbr 9, 27; 12, 23), które może być odmienne dla różnych ludzi (por. Mt 16,26).
Jeżeli człowiek umiera w stanie łaski uświęcającej, dusza zostaje zbawiona (idzie do nieba lub czyśćca). 
W przeciwnym wypadku dusza zostaje potępiona (idzie do piekła).
Katechizm, odwołując się do nauczania katolickich soborów powszechnych: Soboru lyońskiego II (1274 r.), Soboru florenckiego II (1443-45 r.) oraz Soboru trydenckiego (1545-1563 r.) mówi, że kryterium sądu szczegółowego jest odniesienie życia człowieka do życia Jezusa:

Każdy człowiek w swojej nieśmiertelnej duszy otrzymuje zaraz po śmierci wieczną zapłatę na sądzie szczegółowym, który polega na odniesieniu jego życia do Chrystusa i albo dokonuje się przez oczyszczenie, albo otwiera bezpośrednio wejście do szczęścia nieba, albo stanowi bezpośrednio potępienie na wieki (KKK 1022)

Również Kościół prawosławny uznaje sąd szczegółowy.

## Sąd w nauczaniu Świadków Jehowy
Świadkowie Jehowy używają nazwy Dzień Sądu (inne nazwy: tysiącletnie panowanie Chrystusa, rzadziej Millennium) jako nazwy okresu, w którym Jezus wspólnie ze 144 000 będzie osądzać pozostałych przy życiu ludzi, włączając w to zmartwychwstałe jednostki (Obj 20:11–12; 2 Tym 4:1). Rozpocznie się uwięzieniem Szatana i demonów w otchłani (ἄβυσσος) na literalne 1000 lat (Obj 20:1–4). W tym czasie ludzie będą osądzani na podstawie stosunku do wskazówek zamieszczonych w nowych zwojach, których treść zostanie udostępniona po Armagedonie (Obj 20:12). Z końcem 1000 lat ludzie osiągną stan doskonałości (Obj. 20:5) i zostaną poddani ostatecznej próbie, mającej dowieść ich lojalności względem Jehowy Boga (Obj. 20:7–10). Ci, którzy pomyślnie ją przejdą, zostaną nazwani świętymi (Obj. 20:9) i będą żyć wiecznie w raju na ziemi (Ps. 37:29).

## Sąd ostateczny w islamie
Wiara w sąd ostateczny zwany w Koranie również dniem ostatnim jest piątym filarem wiary (imanu) islamu. Według szyitów sąd ostateczny będzie poprzedzony atakiem niewiernych na miejscowość Lod w Palestynie i narodzinami Mahdiego, który ma pokonać fałszywego proroka, Dadżdżala (antychrysta) i uratować ludzkość przed szatanem.
Według sunnitów Mahdiego wspierać w walce będzie Isa – Jezus Chrystus. Wojnie towarzyszyć będą wielkie kataklizmy i znaki na niebie. Zakończy ją ukazanie się Allaha, śmierć wszystkich niewiernych, zmartwychwstanie wiernych i sąd nad ich czynami.

## Sąd ostateczny w zaratusztrianizmie
Według Awesty (księga uważana za natchnioną przez wyznawców mazdaizmu i zaratusztrianizmu) trwająca obecnie druga epoka, tzn. epoka walki dobra ze złem, zakończona zostanie przyjściem na świat ostatniego Saoszjanta, czyli syna Zaratusztry, który ma poprowadzić zastępy sprawiedliwych do walki z Angra Mainju.
Sąd ostateczny nastąpi, kiedy to Ahura Mazda zstąpi osobiście na ziemię, oddzieli dobro od zła i ustanowi z powrotem doskonały porządek, jednak z zachowaniem czasu, ognia i cielesności. Nastanie wtedy trzecia epoka, epoka Królestwa Bożego na ziemi. W trakcie sądu ostatecznego nastąpi również zmartwychwstanie dusz przebywających w niebie.

## Sąd ostateczny w malarstwie

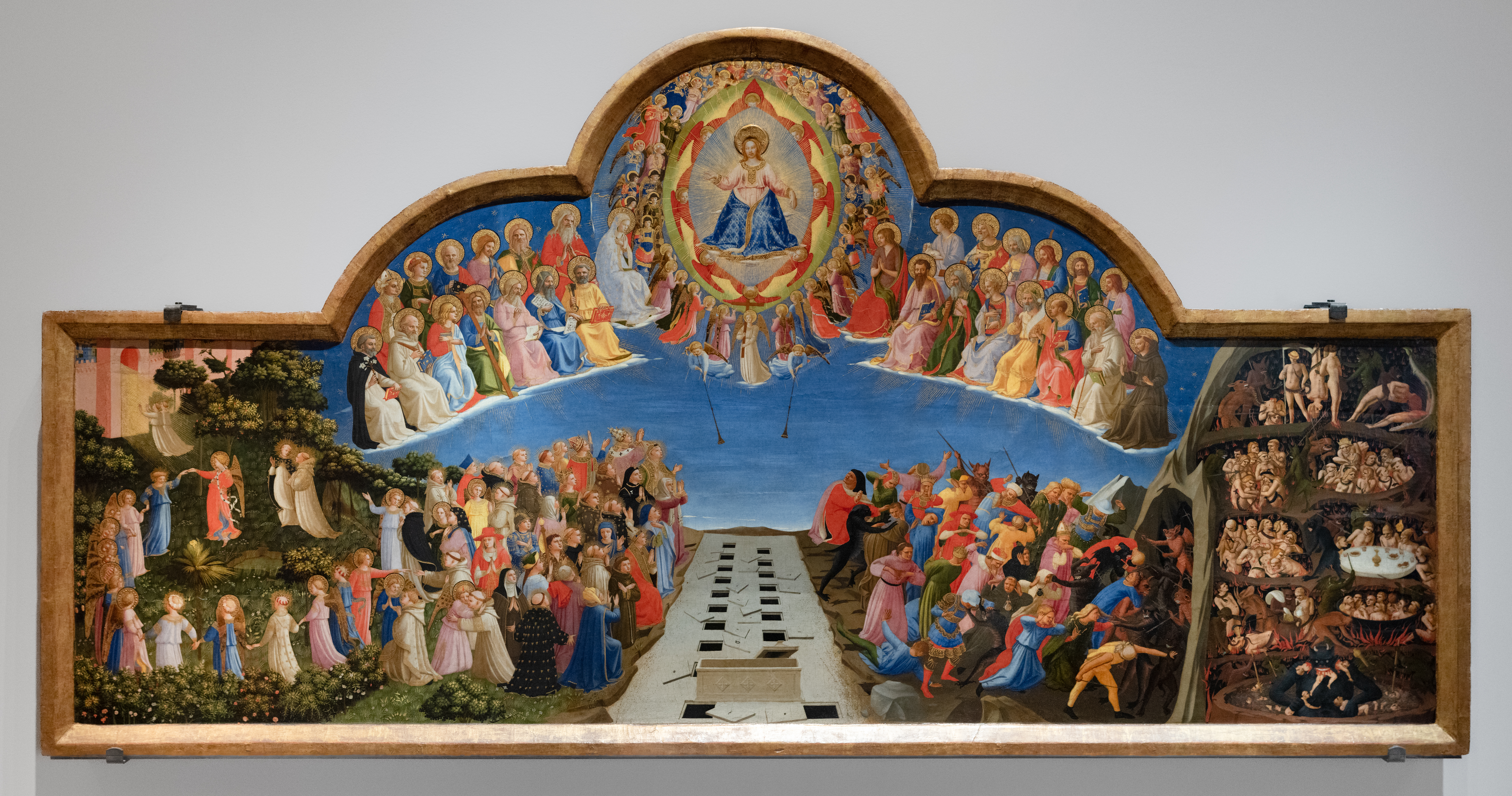
Fra Angelico, Sąd ostateczny (ok. 1435)

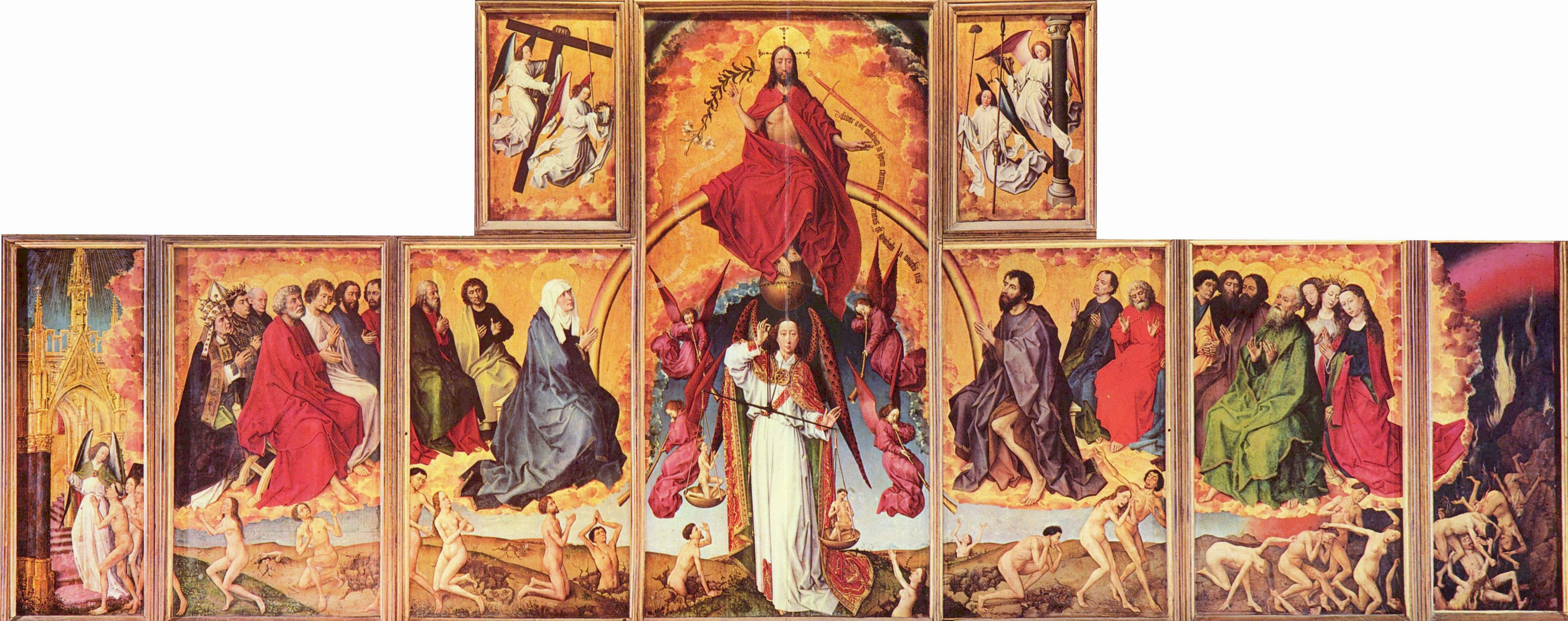
Rogier van der Weyden, Sąd ostateczny (1448-1451)

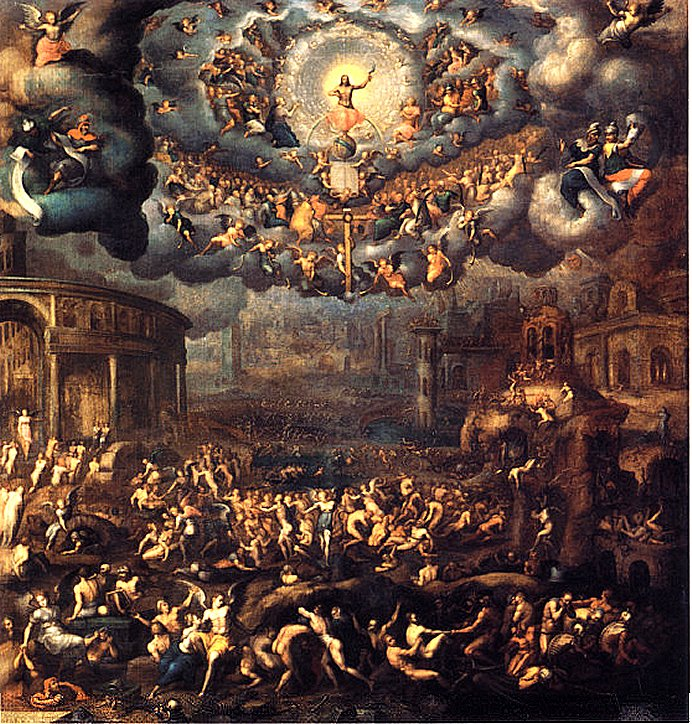
Jean Cousin mł., Sąd ostateczny (1585)

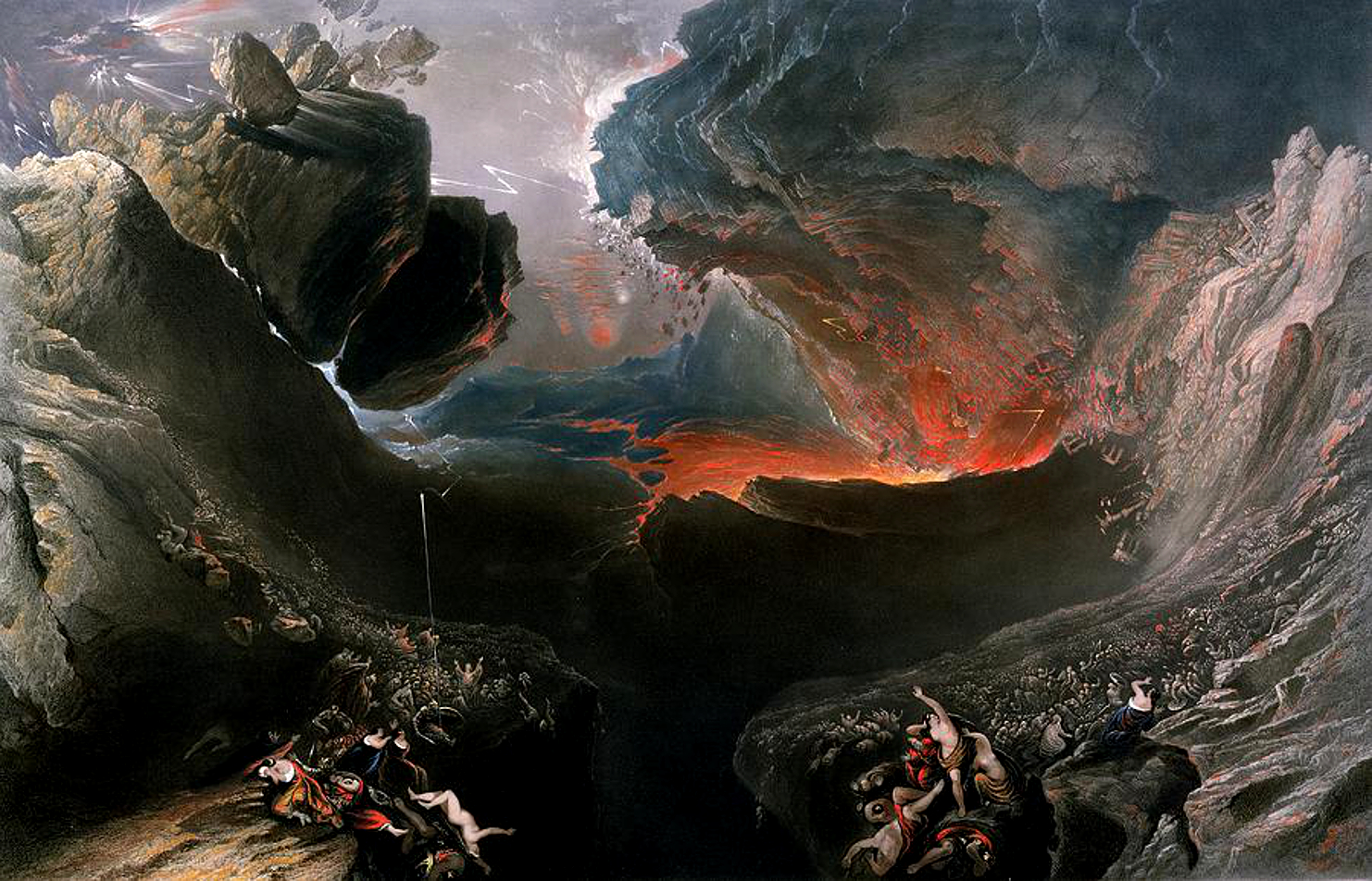
John Martin, Wielki dzień Jego gniewu (1852)

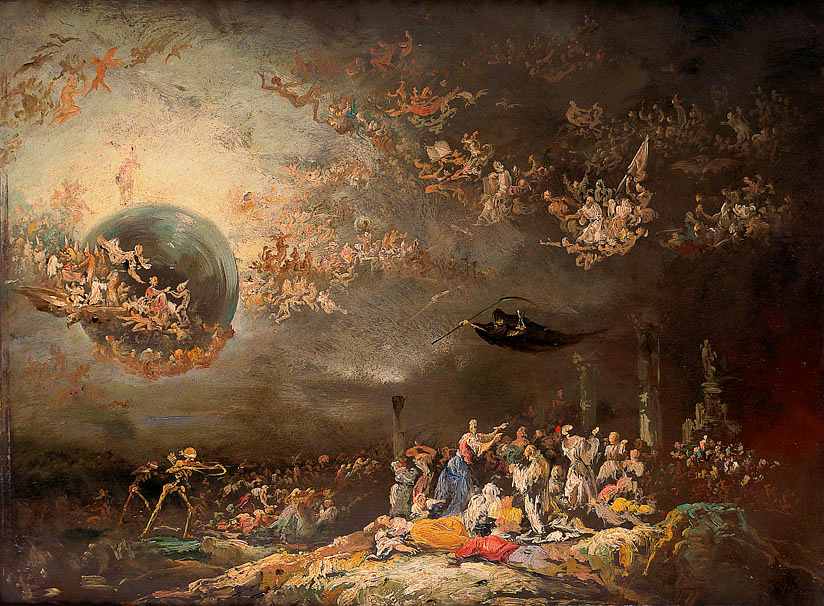
Eugenio Lucas Velázquez, Satyryczno-alegoryczna wizja sądu ostatecznego (ok. 1870)

(Mt 24, 27–31; 25, 31–46; Mk 13, 24–27; Łk 21, 25–28)
- Pietro Cavallini – Sąd ostateczny (fresk), Santa Cecilia in Trastevere – Rzym
- Giotto di Bondone – Sąd ostateczny, 1303–1306, Kaplica Scrovegnich – Padwa
- Buffalmacco – Sąd ostateczny, 1332–1326 (fresk), Campo Santo – Piza
- Andrea Orcagna – Tryumf śmierci, ok. 1348 (fresk), Museo Santo Spirito – Florencja
- Nardo di Cione – Sąd ostateczny, ok. 1357 (fresk), Santa Maria Novella – Florencja
- Bracia Limbourg – Sąd ostateczny, ok. 1416, Musèe Condè – Chantilly
- Jan van Eyck – Sąd ostateczny, ok. 1430, Metropolitan Museum of Art – Nowy Jork
- Fra Angelico – Sąd ostateczny, ok. 1435, Museum San Marco – Florencja
- Fra Angelico – Sąd ostateczny, Gemaeldegalerie – Berlin
- Stefan Lochner – Sąd ostateczny, ok. 1435, 124,5x172, Wallraf-Richartz-Museum – Kolonia
- Vrancke van der Stockt – Sąd ostateczny, Gemaeldegalerie – Berlin
- Vrancke van der Stockt – Sąd ostateczny, Prado – Madryt
- Petrus Christus – Sąd ostateczny, 1452, Gemaeldegalerie – Berlin
- Rogier van der Weyden – Sąd ostateczny, 1448–1451, Hotel Dieu – Beaune
- Rogier van der Weyden – Sąd ostateczny, 1455–1459 (skrzydło), Prado – Madryt
- Hans Memling – Sąd ostateczny, 1472, Muzeum Narodowe – Gdańsk
- Fra Bartolomeo – Sąd ostateczny, 1499–1500 (fresk), Museo di San Marco – Florencja
- Luca Signorelli, Fra Angelico – Sąd ostateczny, 1497–1499, 1499–1503, Katedra – Orvieto
- Hieronim Bosch – Sąd ostateczny, ok. 1480, Prado – Madryt
- Hieronim Bosch – Sąd ostateczny, Stara Pinakoteka – Monachium
- Hieronim Bosch – Sąd ostateczny, ok. 1504, Galeria Akademii Sztuk Pięknych – Wiedeń
- Hieronim Bosch – Sąd ostateczny, 1506–1508, Groeninge Museum – Brugia
- Jan Mostaert – Tryptyk z sądem ostatecznym i donatorami, 1510-14, Reinisches Landesmuseum – Bonn
- Joos van Cleve – Sąd ostateczny, ok. 1520, Metropolitan Museum of Art – Nowy Jork
- Jan Provoost – Sąd ostateczny, ok. 1500, Kunsthalle – Hamburg
- Jan Provoost – Sąd ostateczny, 1525, Groeninge Museum – Brugia
- Jan Provoost – Sąd ostateczny, ok. 1520, Institute of Arts – Detroit
- Lucas Cranach Starszy – Sąd ostateczny, ok. 1524, Gemaeldegalerie – Berlin
- Jean Bellegambe – Sąd ostateczny, ok. 1525, Gemäldegalerie – Berlin
- Raphael Coxcie – Sąd ostateczny, 1588, Museum voor Schone Kunsten – Gandawa
- Barend van Orley – Sąd ostateczny, 1525, Koninklijk Museum Schone Kunsten – Antwerpia
- Lucas van Leyden – Sąd ostateczny, 1526–1527, Stedelijk Museum – Lokenhal
- Michał Anioł – Sąd ostateczny, 1536–1541, Kaplica Sykstyńska – Watykan
- Georg Pencz – Sąd ostateczny, ok. 1540 (sepia), Ermitaż – St. Petersburg
- Maerten van Heemskerck – Sąd ostateczny,  Galeria Malarstwa – Turyn
- Jacopo Tintoretto – Sąd ostateczny, 1538, Kościół Madonna dell’Orto – Wenecja
- Pieter Pourbus – Sąd ostateczny, 1551, Groeninge Museum – Brugia
- Pieter Huys – Sąd ostateczny, 1554, Musèes Royaux des Beaux-Arts – Bruksela
- Luca Cambiaso – Sąd ostateczny, Kościół Santa Maria delle Grazie – Chiavari
- Giorgio Vasari, Federico Zuccari – Sąd ostateczny, 1574-1579 (fresk), Katedra – Florencja
- Jacob Backer – Sąd ostateczny, ok. 1580, O. L. Vrouwekathedraal – Antwerpia
- Frans Floris – Sąd ostateczny, 1566, Musèes Royaux des Beaux-Arts – Bruksela
- Frans Floris – Sąd ostateczny, 1565, Kunsthistorisches Museum – Wiedeń
- Bartholomeus Spranger – Sąd ostateczny, 1571, Pinacoteca Nazionale – Turyn
- Jean Cousin mł. – Sąd ostateczny, 1585, Luwr – Paryż
- Leandro Bassano – Sąd ostateczny, 1596–1605, Museum of Art. – Birmingham
- Antonio Maria Viani – Sąd ostateczny, 1603 (fresk), San Pietro al. Po – Cremona
- Hans Rottenhammer – Sąd ostateczny, 1598, Stara Pinakoteka – Monachium
- Hieronymus Francken II – Sąd ostateczny, 1605–1610, Rezidenzgalerie – Salzburg
- Frans Francken Młodszy – Sąd ostateczny, 1606, kol. pryw.
- Peter Paul Rubens – „Duży” sąd ostateczny, 1614-6, Stara Pinakoteka – Monachium
- Peter Paul Rubens – „Mały” sąd ostateczny, ok. 1620, Stara Pinakoteka – Monachium
- Jacob Jordaens – Sąd ostateczny, 1653, Luwr – Paryż
- Václav Vavřinec Reiner – Sąd ostateczny, 1722–1723, (fresk), kościół św. Franciszka – Praga
- William Blake – Sąd ostateczny, 1805, Petworth House – Petworth West Sussex
- Peter von Cornelius – Sąd ostateczny (fresk), Ludwigskirche – Monachium
- John Martin – Wielki dzień Jego gniewu, 1852, Tate Gallery
- John Martin – Sąd ostateczny, 1853, Tate Gallery
- Gustave Doré – Sąd ostateczny, 1865, La Sainte Bible
- Edward Burne-Jones – Sąd ostateczny, 1874 (grafika)
- Edward Burne-Jones – Sąd ostateczny, 1896 (witraż), St. Philip’s Cathedral – Birmingham

## Sąd ostateczny w literaturze

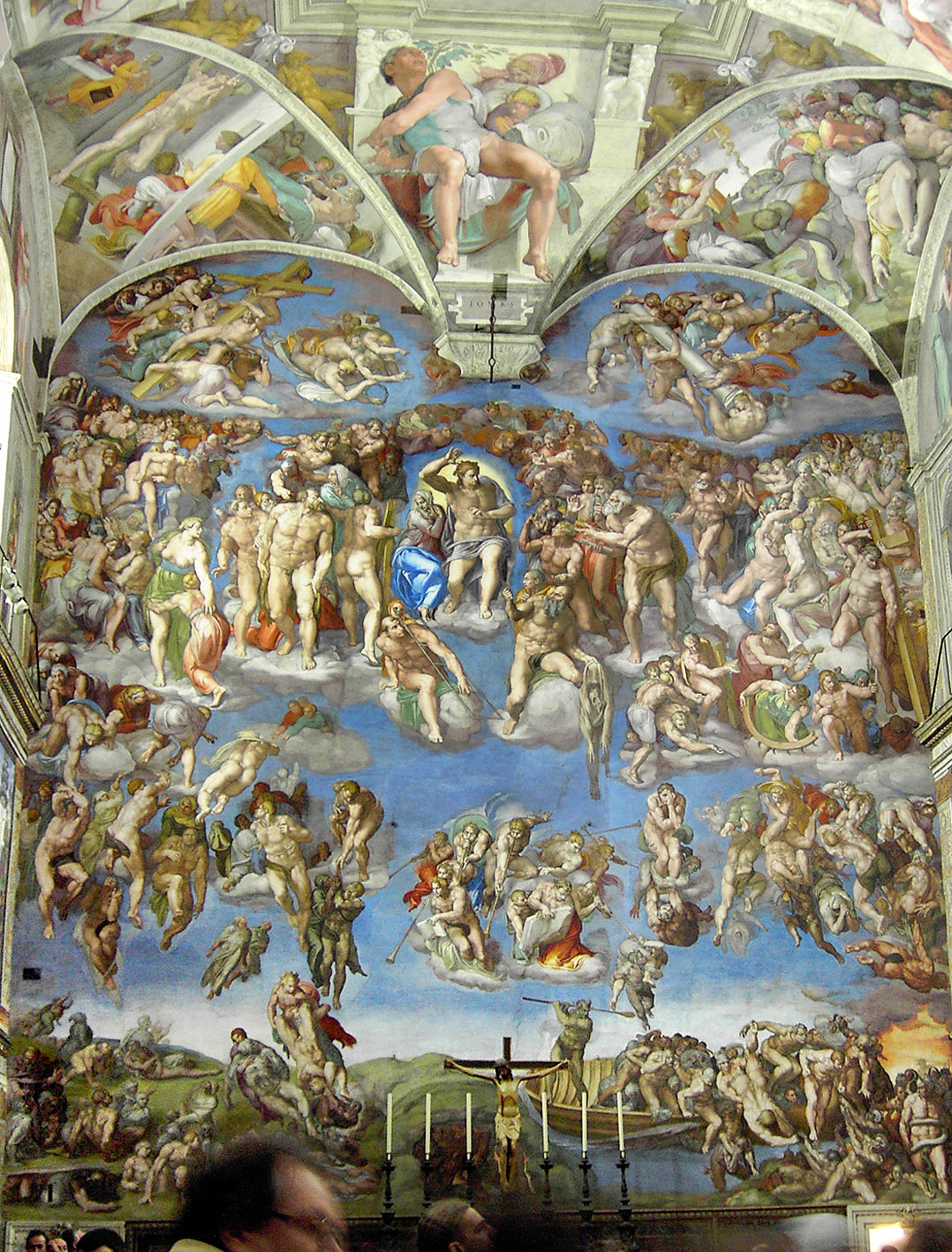
Fresk Michała Anioła Sąd ostateczny

### Tryptyk rzymski Jana Pawła II
Jan Paweł II w opublikowanym w 2003 r. Tryptyku rzymskim, w części poświęconej kaplicy Sykstyńskiej, umieścił także temat sądu ostatecznego. Papież powiązał stanięcie przed sądem Chrystusa, w Jego obecności w pełni „przejrzystości”, ze stanięciem w obecności Boga pierwszych rodziców, Adama i Ewy – pełnych lęku po popełnieniu grzechu pierworodnego.

W Kaplicy Sykstyńskiej artysta umieścił Sąd.

W tym wnętrzu Sąd dominuje nad wszystkim.

Oto kres niewidzialny stał się tutaj przejmująco widzialny.

Kres i zarazem szczyt przejrzystości —  

Taka jest droga pokoleń.

Non omnis moriar —  

To co we mnie niezniszczalne,

teraz staje twarzą w twarz z Tym, który Jest!

Tak zaludniła się ściana centralna sykstyńskiej polichromii.

Pamiętasz, Adamie? On na początku ciebie pytał «gdzie jesteś?»

A ty odrzekłeś: «Ukryłem się przed Tobą, bo jestem nagi».

«Któż ci powiedział, że jesteś nagi?»... 

«Niewiasta, którą mi dałeś» podała mi owoc... 

Ci wszyscy, którzy zaludniają ścianę centralną sykstyńskiej polichromii,

niosą w sobie dziedzictwo twojej wówczas odpowiedzi!

Tego pytania i tej odpowiedzi!

Taki jest kres waszej drogi.